# Паола Турчи
Паола Турчи (на италиански: Paola Turci; 12 септември 1964 в Рим, Италия) е италианска певица, китаристка и авторка на песни.
Тя е сред най-известните и значими изпълнители и автори на песни на италианската музикална сцена, с 15 студийни  албума и с кариера, продължаваща вече 30 години.

## Биография

### 1980-те години
Музикалният ѝ дебют датира от средата на 1980-те години, когато, ненавършила още двадесет години, започва да свири в заведения на римския нощен живот. Там е забелязана от автора на песни Марио Кастелнуово, благодарение на когото подписва първия си договор за звукозапис. Той пише за нея и песента „Вчерашният човек“ (L'uomo di ieri), с която се представя на широката публика на Фестивала на италианската песен в Санремо през 1986 г. в категорията „Нови предложения“. Въпреки че отпада от конкурса, младата певица привлича вниманието на специализирани критици заради доста личния си музикален стил, който също получава похвалата на певеца-автор на песни Паоло Конте.
За да повиши известността си, Турчи участва в телевизионното вариететно шоу по Canale 5 „Премиатисима'86“ с песента „Зимно любовно писмо“ (Lettera d'amore d'inverno) и в няколко турнета заедно с по-известния тогава неин колега и приятел Лука Барбароса.
Участията ѝ във Фестивала на италианската песен в Санремо са крайъгълният камък в ранната ѝ кариера. Турчи се завръща там в изданията от 1987 и 1988 г., съответно с „Първо танго“ (Primo tango) и „Ще бъда прекрасна“ (Sarò bellissima), като и двете песни ѝ донасят Наградата на критиката в категорията „Нови предложения“.
През 1988 г. Турчи издава дебютния си албум „Само момиче, синьо момиче“ (Ragazza sola, ragazza blu).
Въпреки все още младата си възраст Турчи е считана за ветеран на Фестивала в Санремо: през 1989 г. тя участва за четвърти път в него, където освен че получава третата поредна Награда на критиката (и до днес рекорд), тя най-накрая печели победата:  отличена е в категорията „Новоизгряващи“ благодарение на песента „Деца“ (Bambini). Песента окончателно консолидира нейната слава и е считана от нея за една от най-важните в кариерата ѝ и тази, която най-много я представлява.

### 1990-те години
През 1990 г. Турчи се качва на сцената на Фестивала в Санремо за пети път с „Благодаря на Бога“ (Ringrazio Dio). По същото време излиза и албумът ѝ „Завръщане към настоящето“ (Ritorno al presente), който включва песента „Граница“ (Frontiera), представена на Фестивалбар.
През 1991 г. излиза „Белоснежен“ (Candido), последният ѝ албум с лейбъла It. През лятото печели победата на летния фестивал „Кантаджиро“ (заедно с Тадзенда). Няколко месеца по-късно се завръща в класациите благодарение на дуета с Рикардо Кочанте в песента „И морето ми идва“ (E mi arriva il mare).
През 1993 г. е 6-тото ѝ участие във Фестивала в Санремо с парчето „Статус на привидно спокойствие“ (Stato di calma apparente) – автобиографична песен, с която певицата се появява за първи път като авторка. Следва издаването на албума ѝ „Момичета“ (Ragazze), публикуван с Би Ем Джи, чиято най-известна песен е едноименната „Състояние на привидно спокойствие“.

#### Тежка катастрофа (1993)
В 18:30 ч. на 15 август 1993 г. 28-годишната Турчи кара колата на приятелка (която е на задната седалка) със 120 км/час на път за концерт в залива Поликастро в Южна Италия. Тя става жертва на ужасна катастрофа на магистрала Салерно-Реджо Калабрия на пункта за плащане на такса Торано Кастело. Претърпява сериозни наранявания и лицето ѝ е частично обезобразено от удара. Дясното ѝ око е спасено  благодарение на намесата на лекарите и на 12 последвали операции, а на лицето си има около сто шева. Въпреки травмата Турчи решава да възобнови професионалните си ангажименти само няколко седмици след хоспитализацията си. Тя се връща, за да изнесе дузина концерта (първоначално планираните дати са над 40) и използва прическа, за да прикрие раните си. Едва няколко години по-късно тя говори открито за катастрофата, като си припомня, че до този момент е живяла с „невероятно чувство за всемогъщество“ и признава, че е била разсеяна от мобилния си телефон.
През есента на същата година тя популяризира „Аз и Мария“ (Io e Maria) – необичайна песен на лесбийска тематика, написана специално за нея от Лука Карбони. Също в този период участва заедно с други артисти в сборния албум „Невинни бягства“ (Innocenti evasioni) в памет на Лучо Батисти, записвайки своя собствена версия на известната му песен „Все още ти“ (Ancora tu).
През 1995 г. певицата се завръща с албума „Следа от гума и старт“ (Una sgommata e via), което е и заглавието на основния сингъл, написан за нея от Васко Роси. С този албум, характеризиращ се с малко по-леки текстове и чисти поп-рок звуци, Турчи започва творческо сътрудничество с Роберто Казини (бивш член на Стив Роджърдс Бенд и автор на няколко песни за самия Васко Роси), което приключва през 2000 г. Сред песните в албума е и кавърът на „И ако ни кажат“ (E se ci diranno) – песен на Луиджи Тенко, преизпълнена с рок звучене. През 1996 г. отношенията ѝ с Би Ем Джи приключват с издаването на празничната антология „Летя така 1986-1996“ (Volo così 1986-1996). Заглавието ѝ е взето от едноименната песен на Турчи, успешно представена на Фестивала в Санремо същата година, написана от самата нея заедно с Роберто Казини. През лятото певицата се завръща на Фестивалбар с „Щастието“ (La felicità) – друг непубликувана песен от антологията.
През 1997 г., след като подписва с договор с Уорнър Мюзик Груп Италия, Турчи издава „Отвъд облаците“ (Oltre le nuvole) – единственият ѝ албум, съставен изцяло от кавъри, извлечени за случая от англосаксонския репертоар между 1980 и 1990 г. и специално адаптирани на италиански език. Дискът, предшестван от сингъла „Знаеш, че е един момент“ (Sai che è un attimo) (кавър на Time for Letting Go на Джуд Коул) печели платинен диск за над 150 хил. продадени копия. През 1998 г. „Отвъд облаците“ е преиздаден с добавяне на две песни, включително „Сам като мен“ (Solo come me) – песен, представена на 48-ия фестивал в Санремо.

### 2000-те години
Предвид успеха на предишния албум през 2000 г. Уорнър Мюзик Груп Италия опитва отново същата формула с „Достатъчен ми е раят“ (Mi basta il paradiso): като цяло дискът, който съдържа и няколко оригинални песни, не оставя Турчи доволна на творческо равнище въпреки добрия успех на трите сингъла „Въпрос на погледи“ (Questione di sguardi) – кавър на This Kiss на Фейт Хил, представен на Фестивалбар, „Мокър пясък“ (Sabbia bagnata) – песен, написана заедно с нейната приятелка и колежка Кармен Консоли, и „Приветствам зимата“ (Saluto l'inverno), също написана с Консоли и представена на Фестивала в Санремо 2001, където се нарежда на 5-то място.
През 2002 г. Турчи се осланя на кръга на независимите лейбъли, за да стартира кариерата си предимно на певица-авторка на песни: за малкия лейбъл Nun излиза „Тази част от света“ (Questa parte di mondo) – доста интроспективен албум, изцяло написан и композиран от самата нея, разкривайки едно ново и по-свободно художествено измерение. Първият сингъл „Скръстени ръце“ (Mani giunte) става успешен в дуетната версия с Артиколо 31 за албума им „Утре спирам“ (Domani smetto) и озаглавен Fuck You. Вторият сингъл „Тази част от света“ (Questa parte del mondo) вижда сътрудничеството на Алфредо Рицо (автор на Bambini). Норманският град Чефалу в провинция Палермо е избран за място за заснемане на двата видеоклипа на гореспоменатите песни: на кадрите се виждат ясно алеите, плажът, скалата, градът, видян от морето, и Бастионът на север.
През зимата на 2004 г. излиза антология, изцяло записана на живо, озаглавена „Състояние на привидно спокойствие“, в която Турчи преизпълнява най-значимите парчета от своята музикална история с ново звучене: проектът (издаден и на DVD) включва също две непубликувани произведения („Великанът“ (Il Gigante) и „Твоят глас“ (La tua voce)), както и кавъра на Paloma Negra – историческа песен на Чавела Варгас.
През 2005 г. излиза албумът ѝ „Между снежинките сред небето“ (Tra i fuochi in mezzo al cielo), чиято продукция е споделена с Карло Убалдо Роси (работил с Баустеле, Капареца, Джованоти, Субсоника). Дискът, предшестван от сингъла „Да забравим всичко“ (Dimentichiamo tutto) потвърждава композиционните умения на Турчи, както и нейната изключителна чувствителност като авторка, занимаваща се с проблеми като смъртта („Почти септември“ (Quasi settembre) и „Остави ме да вярвам“ (Lasciami credere)), изоставеността и болката („Зима без сняг“ (L'inverno senza neve)), чак до хуманитарната трагедия с „Руанда“ – песен, която печели наградата на Амнести Италия за 2006 г.
През 2006 г. заедно с танцьора Джорджо Роси Турчи поставя „Небе – танцуващ глас и звуково тяло“ (Cielo - Voce danzante e corpo sonoro) – шоу, в което нейните песни на живо са представени от Роси с жест и с движение. По време на това шоу Паола оставя настрана своята бурна и разтърсваща душа в полза на бавните и поглъщащи песни, понякога придружавани от мелодията на нейната класическа китара, друг път само от нейния глас; тя изпълнява песни от своя репертоар или преинтерпретира песни на други автори като „Ти никога не казваш нищо“ (Tu non dici mai niente) на Лео Фере, „Кукурукуку Палома“, вдъхновена от версията на Каетану Велозу, „Боже, как те обичам“ (Dio come ti amo) на Доменико Модуньо, „Куклата“ (La bambola) на Пати Право, както и „Сайгон“ на Франческо Де Грегори и „Палома Негра“ на Чавела Варгас, вече записани в предишни нейни произведения. През същата година тя е артистична директорка на Международния женски рок фестивал „ВенерЕлектра“ в Перуджа и награждава Анна Мария Стази от пулийската рок и театрална група „C.F..F е ил Номаде венерабиле“ като най-добър глас на фестивала, обявявайки пред вестник „Кориере дел Умрбия“ на 4 март 2006 г.: „Видях представянето им: наистина оцених способността им да се осмеляват, да надхвърлят границите на креативността“.
През 2007 г. певицата изпълнява на живо с Макс Гацè и Марина Рей в турнето „По взаимно съгласие“ в множество малки градове и регионални столици на Италия с една дата в чужбина (в Лозана). Турчи свири със своята електрическа и акустична китара, Гацè е на бас китара, а Рей е на перкусии. Турнето е придружено и от цигулката на Андреа ди Чезаре. По време на турнето певицата се изявява със своите исторически песни и участва в хитовете на колегите, включително „Моите комплименти“ (I miei complimenti) и „Най-умният човек“ (L'uomo più furbo). Междувременно на 16 май 2007 г. тя разкрива в интервю, че работи по своя писателски дебют.
През декември 2007 г. участва в Награда „Тенко“, като отново предлага едно от най-известните парчета на пиемонтския певец-автор на песни „И ако ни кажат“ (E se ci diranno) в допълнение към неговата „Почти септември“ (Quasi settembre) в акустична версия, китара и глас.
На 28 февруари 2008 г. тя гостува на Фестивала в Санремо заедно с Марина Рей, за да подкрепи Макс Гацè, състезаващ се с „Обичайният секс“ (Il solito sesso) на вечерта, посветена на специалните изпълнения. От юли 2008 г. тя подновява както рок турнето си с Андреа ди Чезаре, така и шоуто Cielo с Джорджо Роси, обявявайки предстояща творба с оригинални песни. На 4 февруари 2009 г. публикува романа си „С теб до мен“ (Con te accanto), написан съвместно с Еуджения Романели. Това е горчива и жива история на две жени, които първоначално не се познават, но които бавно, между болничните легла и различни болки, стават по-близки от всякога.
От 20 април същата година Паола Турчи води „Полунощ по Радио Дуе“ (La mezzanotte di Radio Due) – нощно развлекателно предаване, в което говори открито със слушатели, които взаимодействат с нея чрез текстови съобщения на живо и с телефонни обаждания. Не липсва и музика, включително музика на живо, свирена и изпята от Турчи, която сама или с гости в студиото изпълнява класически пиеси от своя репертоар и отдава почит на музикалните величия. На 19 юни 2009 г. по радиото се завърта сингълът „Мъжемелачката“ (La mangatrice di uomini), написан от Франческо Бианкони от Баустеле, който предшества издаването на албума ѝ „Прекоси сърцето ми“ (Attraversami il cuore), издаден на 2 октомври.
На 20 декември 2009 г., в „Бранкалеоне“ в Рим Турчи заедно с Фиорела Маноя и Ноеми участва във фестивала Watoto с благотворителен концерт в полза на кенийските деца-сираци. На вечерта трите римски изпълнителки пеят в трио „Любовта е мразена“ (L'amore si odia) и „Това, което жените не казват“ (Quelle che le donne non dicono).

### 2010-те години
На 27 април 2010 г. излиза втората част на трилогията, започнала с „Прекоси сърцето ми“, озаглавена „Дни на рози“ (Giorni di rose) и изцяло посветена на света на жените. Албумът съдържа преизпълнението на Lunaspina на Ивано Фосати, изпълнена в дует с Фиорела Маноя (първа изпълнителка на песента през 1989 г.), както и седем непубликувани песни, написани за Tурчи от седем певици и авторки на песни: Кармен Консоли, Нада, Марина Рей, Киара Чивело, Наиф Ерен, Грация Верасани и Джиневра ди Марко. Предложеният сингъл е „Танц около слънцето“ (Danza intorno al sole), написан от Кармен Консоли и Нада.
През същата година Турчи участва в „Дните на Ем Ти Ви 2010 г.“.
На 19 януари 2011 г. излиза книгата I Baustelle mistici dell'Occidente, в която се говори за сътрудничеството на Баустеле с музикантки, включително и с Паола Турчи.
На 15 юли 2011 г. излизането на сингъла „Утопия“ (Utopia) предшества третия албум от трилогията, започнала с „Прекоси сърцето ми“ (Attraversami il cuore) и продължава с „Дни на рози“ (Giorni di rose). Албумът обаче излиза едва през април 2012 г. след още един отказ на творческата комисия на Фестивала в Санремо, в който през последните години Турчи няколко пъти напразно се опитва да участва с композирани от нея парчета. На 9 ноември 2011 г. нова песен с текст на Марчело Муру „Трябва да си тръгваш“ (Devi andartene) е издадена изключително за читателите на в. „Ил Фато куотидиано“. Песента влиза и в албума на последвалата публикация, озаглавена „Историите на другите“ (Le storie degli altri).
На 21 май 2012 г. радиопредаване „R101 Стиле либеро“ стартира веселяшката инициатива Maffoni & Lontani Conoscents за певеца автор Рикардо Мафони с пародия на песента We Are the World, озаглавена We Are the Maffons, в която Паола Турчи участва заедно с колеги като Роберто Векиони, Еудженио Финарди, Ноеми, Паола и Киара, The Afterhours, Паоло Бруни от Негрита и Адриано Папалардо.
На 8 май 2014 г. тя е поканена от Лаура Паузини да пее с нея. На 18 май пее и свири на китара в песента „С музиката по радиото“ (Con la musica alla radio) заедно с Малика Аян, Л'Аура, Ема, Ноеми, Сирия, Ла Пина и самата Лаура Паузини в Таормина. Това шоу се излъчва по телевизията на 20 май като моноспектакъла „Тази вечер Лаура: Повярвах в една мечта“ (Stasera Laura: ho creduto in un sogno) .
На следващия септември Турчи публикува автобиографията „Ще обичам себе си въпреки всичко“ (Mi amerò lo stesso), редактирана от Енрико Ротели. На 20 март 2015 г. излиза сингълът „Аз съм“ (Io sono), последван от едноименния албум на 21 април. На 1 април 2016 г. излиза новият албум на Лоредана Берте, Amici non ne ho... ma amiche sì!, съдържаща сред различните дуети и този с Паола Турчи в песента „Луна“ (Luna).
През февруари 2017 г. тя участва в 67-ия Фестивал в Санремо с песента „Разкраси се заради себе си“ (Fatti bella per te), достигайки до финала и завършвайки на пето място. Песента предшества 12-ия студиен албум на певицата, озаглавен „Второто сърце“ (Il secondo cuore) и издаден на 31 март 2017 г. От албума е изваден и втори сингъл – „Животът, който реших“ (La vita che ho deciso), по радиото от 7 април.
На Наградите на Ем Ти Ви през 2017 г. тя получава наградата за цялостна кариера „Наградите на история“.
От 18 ноември 2017 г. Турчи участва в 70-тото издание на шоуто за таланти „Приятели на Мария де Филипи“ (Amici di Maria De Filippi) като вокален педагог и член на певческата комисия.
На 9 февруари 2018 г. пее в дует на 68-ия фестивал на Санремо с конкуриращата се изпълнителка Ноеми, която пее сингъла „Не преставай да ме търсиш“ (Non smettere mai di cercarmi).
На 16 юни 2018 г. Турчи пее като почетна кръстница на Мантуа Прайд.
На 15 март 2019 г. излиза 15-ият студиен албум на Турчи  „Жива за умиране“ (Viva da morire), малко повече от месец след участието ѝ в 69-ото издание на Фестивала в Санремо с песента „Последната пречка“ (L'ultimo ostacolo), с която се класира на 16-то място в категорията Big. Зад играта на думите, с която е озаглавен този нов албум, има 10 парчета и едно с участието на рапъра от Торино Shade – „Олимпиади всеки ден“ (Le olimpiadi tutti i giorni). Излизането на диска е предшествано от два сингъла: песента от Санремо „Последната пречка“ и заглавната песен  „Жива за умиране“ (в радио ротация от 8 март).
На 9 декември 2022 г. Паола Турчи се завръща на музикалната сцена като независима (Bambini srl) с песента Caramella („Бонбон“), написана от самата нея и Диего Калвети и Джузепе Анастази, които също я продуцират. Видеоклипът на песента също е пуснат през януари 2023 г. Със същата продукция тя издава втория си сингъл Fiore di ghiaccio („Ледено цвете“) на 7 април 2023 г. – част от следващия независим проект на певицата. 

## Личен живот
Вечерта на 15 август 1993 г. Турчи става жертва на тежък пътна катастрофа на отсечката Салерно-Реджо Калабрия на път за свой концерт в Алкара Ли Фузи. Заради раните ѝ си има около 100 шева по лицето, а по-късно претърпява 13 операции на лицето, 12 от които на дясното око. В продължение на 2 години лекарите вадят стъкло от лицето ѝ.
През 1990-те години е романтично свързана с тенисиста Паоло Канè. Обявява, че през живота ѝ са ѝ приписвали романтични връзки с Джана Нанини и Франческа Паскуале (бивша приятелка на Берлускони). Относно сексуалната си ориентация казва: „Аз съм лесбийка и също така хетеросексуална. Бисексуална? Кой знае. Няма еволюция в етикетите. Аз съм това, което съм, ако харесвам жена, аз съм с жена“.
На 2 юли 2010 г. певицата сключва брак в параклиса на болница „Св. Дамиян“ в Хаити за Андреа Амато – журналист на R101. Двамата се разделят през 2012 г. На 2 юли 2022 г. тя сключва граждански съюз в Монталчино с Франческа Паскуале, като обявата за бъдещия съюз води до хомофобски нападки.
Паола Турчи има алтов вокален регистър.
Когато е много малка, мечтата ѝ е да стане актриса и за целта се явява на прослушване при Еторе Скола. Участва в епизод на предаването „Одисей – Удоволствието от едно откритие“ на Алберто Анджела.
Към 2021 г. живее в Милано. Страдала е от панически атаки, които разрешава благодарение на медитацията. Има куче на име Лео. Доста е привързана към племенницата си Маргарита, с която обича да пее заедно. Привърженичка е на CC „Лацио“.

## Дискография

### Студийни албуми
- 1988 – Ragazza sola, ragazza blu
- 1989 – Paola Turci
- 1990 – Ritorno al presente
- 1991 – Candido
- 1993 – Ragazze
- 1995 –  Una sgommata e via
- 1997 – Oltre le nuvole
- 2000 – Mi basta il paradiso
- 2002 – Questa parte di mondo
- 2005 – Tra i fuochi in mezzo al cielo
- 2009 – Attraversami il cuore
- 2010 – Giorni di rose
- 2012 – Le storie degli altri
- 2017 – Il secondo cuore
- 2019 – Viva da morire

### Концертни албуми
- 2004 – Stato di calma apparente

### Сборни албуми
- 1996 – Volo così 1986-1996
- 1998 - Io, Paola Turci
- 1998 - Il mondo di Paola Turci
- 2003 - Greatest Hits
- 2007 - Le più belle canzoni di Paola Turci
- 2015 - Io sono
- 2016 - Playlist: Paola Turci

## Видеография

### Музиклани видеоклипове
- 1987 - Primo Tango
- 1989 - Bambini
- 1989 - Due donne
- 1990 - Ringrazio Dio
- 1990 - Frontiera
- 1990 - Francesco
- 1994 - Io e Maria
- 1996 - Volo così
- 1997 - Sai che è un attimo
- 2000 - Questione di sguardi
- 2000 - Sabbia bagnata
- 2001 - Saluto l'inverno
- 2002 - Mani giunte
- 2002 - Questa parte di mondo
- 2004 - Frontiera
- 2004 - Il gigante
- 2005 - Dimentichiamo Tutto
- 2009 - Attraversami il cuore
- 2012 - Le storie degli altri
- 2015 - Io sono
- 2015 - Questa non è una canzone
- 2017 - Fatti bella per te
- 2017 - La vita che ho deciso
- 2017 - Un'emozione da poco
- 2017 - Off-Line
- 2018 - Eclissi
- 2019 - L'ultimo ostacolo
- 2019 - Viva da morire

### VHS и DVD
- 1990 - My name is Paola Turci (VHS)
- 1998 - Paola Turci video & music (VHS)
- 2004 - Stato di calma apparente (DVD)
- 2007 - Tu stai con me (DVD) - само за членовете на фен клуб „Паола Турчи“, подарен на 12-тото им събиране (не е в търговската мрежа).

## Литературни произведения
- Con te accanto, c Еудженио Романели, Milano, Rizzoli, 2009, ISBN 978-88-17-02944-5
- Mi amerò lo stesso, с Енрико Ротели (ред.), Milano, Mondadori, 2014, ISBN 978-88-04-63565-9